# Otto-Werke
La Otto-Werke GmbH fu un costruttore tedesco di motociclette e automobili, attivo tra il 1918 e il 1932 a Monaco di Baviera.

## Storia
Gustav Otto, un costruttore tedesco di aeromobili e figlio di Nikolaus August Otto fondò la società.

## Motociclette
Dal 1921 venne fabbricato una bicimotore, con motore a quattro tempi da 1 HP (0,74 kW). Nel 1924 vennero le motociclette a marchio Flottweg. Dal 1928 al 1930 vennero anche marchiate Otto.

## Automobili
Dal 1923 al 1924 vennero fabbricati i modelli 27/85 HP, con motore di cilindrata 6,75 litri e 85 HP (62,5 kW) di potenza.
Non sono giunti a noi esemplari della ditta Otto.